# Douniani
Douniani är en ort i Komorerna.   Den ligger i distriktet Grande Comore, i den nordvästra delen av landet, 30 km norr om huvudstaden Moroni. Douniani ligger 239 meter över havet och antalet invånare är 1 778. Den ligger på ön Grande Comore.
Terrängen runt Douniani är kuperad åt sydost, men västerut är den platt. Havet är nära Douniani åt nordväst. Runt Douniani är det tätbefolkat, med 411 invånare per kvadratkilometer. Närmaste större samhälle är Mitsamiouli, 4,1 km norr om Douniani. Omgivningarna runt Douniani är en mosaik av jordbruksmark och naturlig växtlighet.